# قرار مجلس الأمن التابع للأمم المتحدة رقم 1647
قرار مجلس الأمن التابع للأمم المتحدة رقم 1647، الذي تم تبنيه بالإجماع في 20 ديسمبر 2005، بعد التذكير بجميع القرارات السابقة بشأن الأوضاع في ليبيريا وغرب إفريقيا، مدد المجلس العقوبات بما في ذلك حظر الأسلحة، وحظر بيع الماس والأخشاب والقيود على السفر بعض المسؤولين.

## القرار

### أعمال
وبموجب الفصل السابع من ميثاق الأمم المتحدة، مدد المجلس حظر الأسلحة والقيود المفروضة على السفر لمدة اثني عشر شهرا، والقيود المفروضة على بيع الماس والأخشاب لمدة ستة أشهر. وستتم مراجعة الإجراءات بناء على طلب الحكومة الليبيرية.
ورحب القرار بتصميم الرئيسة إلين جونسون سيرليف على تلبية المعايير المطلوبة وشجع الحكومة الجديدة في البلاد على الانخراط في إصلاح الغابات وإدارة موارد الماس. وعلاوة على ذلك، رحب بالمساعدة التي قدمتها بعثة الأمم المتحدة في ليبيريا إلى الحكومة الليبيرية.
ومدد ولاية فريق الخبراء المعني برصد تنفيذ العقوبات المفروضة على البلد حتى 21 حزيران / يونيو 2006.

## روابط خارجية
- نص القرار في undocs.org